# Říšský sněm (Svatá říše římská)

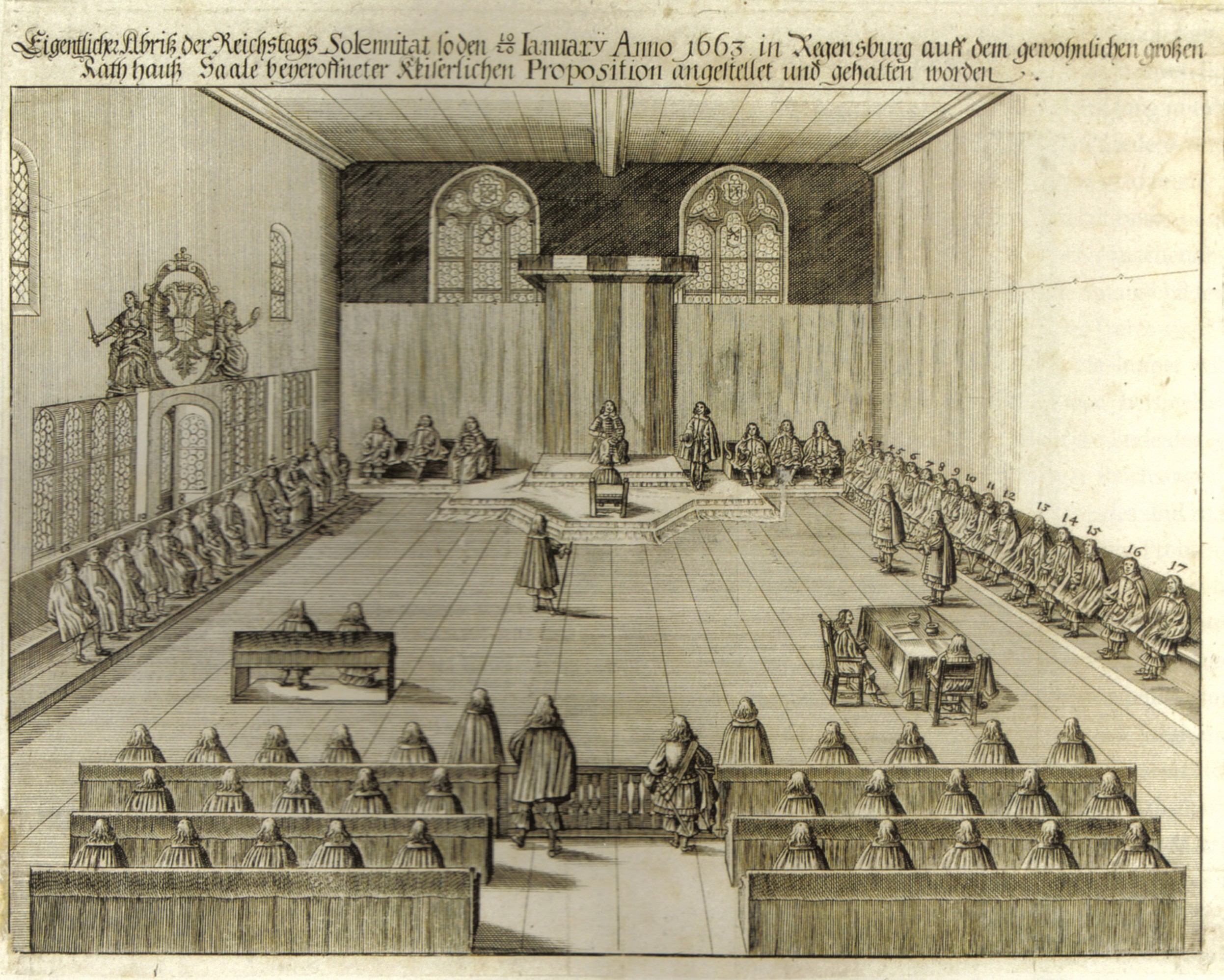
Zasedání Říšského sněmu v roce 1663

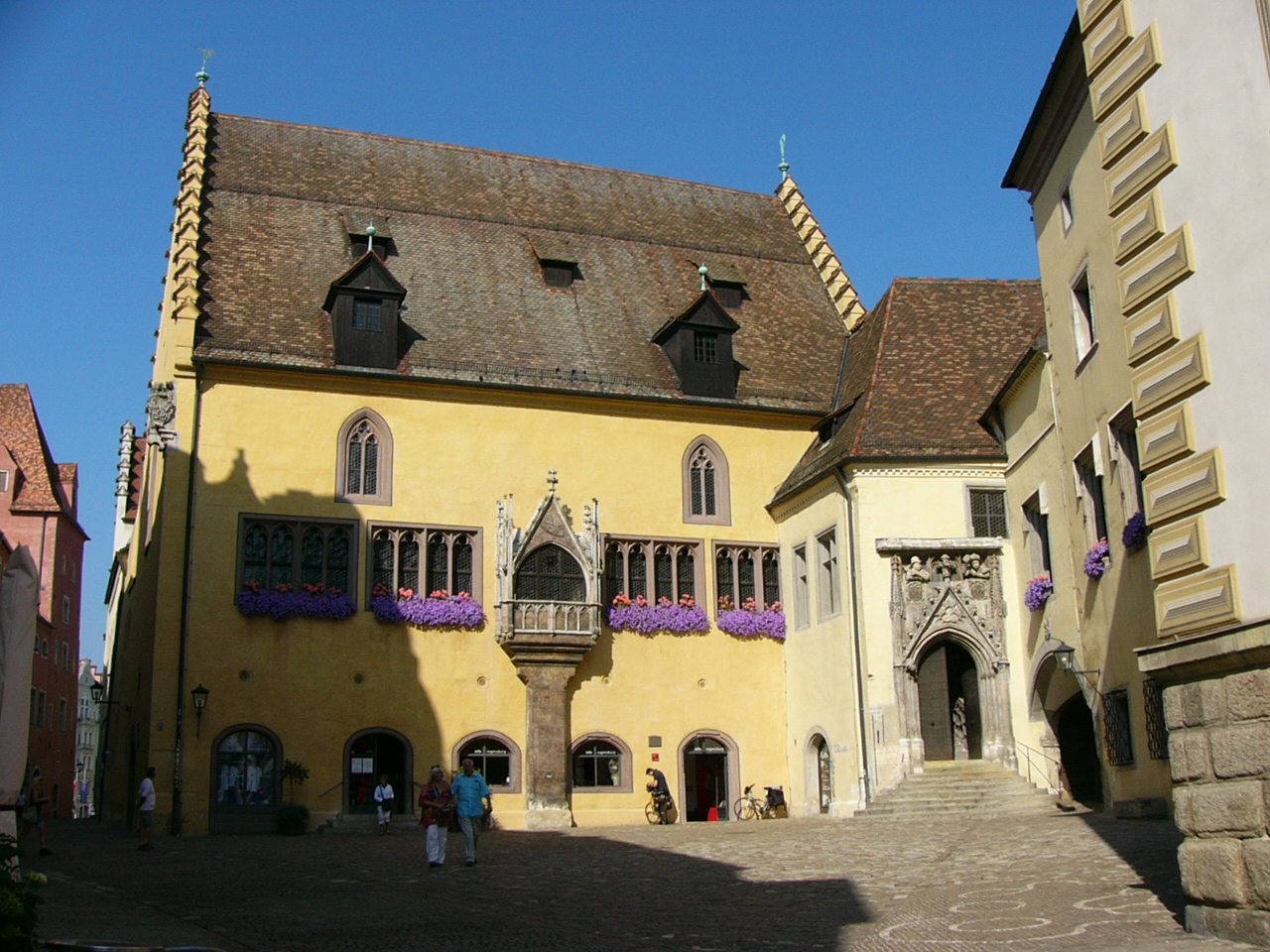
Budova staré radnice v Řezně, místo zasedání Říšského sněmu

Říšský sněm (latinsky Di(a)eta imperii nebo Comitium imperiale, německy Reichstag) byl shromážděním stavů Svaté říše římské, tedy šlechticů a církevních hodnostářů, kteří bezprostředně podléhali císaři Svaté říše římské. Funkce a složení říšského sněmu se vyvíjely po staletí, stejně, jako se vyvíjela sama Říše.

## Historie
Zpočátku za Karlovců se jednalo o shromáždění kmenových vévodů a jejich mužů, kteří se scházeli podle potřeby, aby projednali důležité záležitosti pro Franskou říši a učinili náležitá rozhodli. Jejich pravomoc se zakládala na germánském zvykovém právu, podle nějž každý vůdce musel mít při důležitých rozhodnutích oporu svých mužů. Příkladem takového sněmu je volba Pipina III. králem Franků v Soissons roku 751.
Až do konce 15. století nebyl sněm pevně danou institucí, ale knížata se nepravidelně scházela na císařském dvoře, kam byla svolána císařem na tzv. Hoftage. Až roku 1489 byl položen institucionální základ Reichstagu, který byl rozdělen do dvou kolegií. Prvním kolegiem byli kurfiřti, kteří volili císaře, druhým kolegiem byla ostatní knížata, později přibylo třetí kolegium říšských měst, které mělo do roku 1582 pouze poradní hlas.
Členové Reichstagu byli poddáni pouze císaři a měli značná práva z toho plynoucí, například vydávat zákony, vykonávat tresty smrti a od vestfálského míru mohli uzavírat smlouvy se zahraničními státy. Členem sněmu mohl být jak šlechtic, tak i duchovní (biskup, opat), přičemž právo členství se odvozovalo od držení "bezprostředního" (Reichsunmittelbarkeit) panství. Z toho plynulo, že jedna osoba mohla mít více hlasů, pokud držela více bezprostředních panství a podobně, pokud se o vládu nad panstvím dělilo více osob, sdílely jeden hlas. Dále pak platilo, že velká knížata měla jeden hlas, zatímco hrabata hlasovala kolektivně ve čtyřech kuriích, která každá měla jeden hlas, podobně opati byli sdruženi ve dvou kuriích. Roku 1653 vzniklo dělení na Corpus evangelicorum a Corpus Catholicorum, tedy na nekatolické a katolické stavy, které měly význam pro náboženské zákony.
Roku 1663 byl v Řezně ustaven Stálý říšský sněm (Immerwährender Reichstag), který zde zasedal stále až do zániku říše roku 1806.
Z tradičních důvodů se i po rozpadu Svaté říše římské, parlamenty Rakouska a Německa ve svých ústavách stále nazývají Reichstag, resp. Bundestag (Spolkový sněm).
Výraz Reichstag je složený z německých slov Reich (bohatý, bohatství nebo říše) a Tag („shromáždění“; termín v tomto případě neznamená „den“, nýbrž je odvozen od slovesa tagen což znamená „zasedat“, „rokovat“).